# Tylko haj
«Tylko haj» (стилізовано як tylko haj.; укр. Тільки кайф) — мініальбом польських співаків Давида Подсядла та Каськи Сохацької.
Видання вийшло 6 червня 2025 року на лейблі Pur Pur у дистрибуції Sony Music Entertainment Poland. Мініальбом виконаний у стилі попмузики та складається зі стандартної версії (1 CD). Видавництво дебютувало на 1-му місці польського списку продажів — OLiS. Записи були просунуті синглами: «Samoloty» та «Nadprzestrzenie».

## Пісні
Автор музики і слів — Давид Подсядло, Катажина Сохацька-Кашня й Тобіас Кун. 
| #  | Назва             | Тривалість |
| -- | ----------------- | ---------- |
| 1. | «Mosty»           | 3:20       |
| 2. | «Samoloty»        | 4:04       |
| 3. | «W kilometrach»   | 3:35       |
| 4. | «Tylko haj»       | 4:26       |
| 5. | «Boysboysboys»    | 3:29       |
| 6. | «Nadprzestrzenie» | 4:33       |
| 7. | «Kid»             | 4:36       |

## Продажі
| Країна | Списки (2025)                          | Найвища позиція |
| ------ | -------------------------------------- | --------------- |
| Польща | OLiS — альбоми                         | 1               |
| Польща | OLiS — фізичні альбоми                 | 1               |
| Польща | OLiS — альбоми в стримінгових сервісах | 2               |